# Szex és New York (film)
A Szex és New York (eredeti cím: Sex and the City) 2008-ban bemutatott amerikai romantikus filmvígjáték, mely az 1998 és 2004 között futó azonos című sorozat első moziváltozata. A filmet Michael Patrick King írta és rendezte, aki hasonló feladatkörben a sorozat számos epizódjában is közreműködött. King producerként is részt vett a film elkészítésében, a főszereplő Sarah Jessica Parkerrel közösen. A főbb szerepekben Sarah Jessica Parker, Kim Cattrall, Kristin Davis, Cynthia Nixon, Chris Noth és Jennifer Hudson látható.

## Szereplők
| Szereplő                   | Színész                 | Magyar hang        |
| -------------------------- | ----------------------- | ------------------ |
| Carrie Bradshaw            | Sarah Jessica Parker    | Spilák Klára       |
| Samantha Jones             | Kim Cattrall            | Létay Dóra         |
| Charlotte York Goldenblatt | Kristin Davis           | Kéri Kitty         |
| Miranda Hobbes             | Cynthia Nixon           | Bertalan Ágnes     |
| Mr. Big                    | Chris Noth              | Kőszegi Ákos       |
| Louise                     | Jennifer Hudson         | Parti Nóra         |
| Enid Frick                 | Candice Bergen          | Menszátor Magdolna |
| Steve Brady                | David Eigenberg         | Harmath Imre       |
| Harry Goldenblatt          | Evan Handler            | Fekete Ernő        |
| Smith Jerrod               | Jason Lewis             | Miller Zoltán      |
| Anthony Marentino          | Mario Cantone           | Bodrogi Attila     |
| Magda                      | Lynn Cohen              | Illyés Mari        |
| Stanford Blatch            | Willie Garson           | Berzsenyi Zoltán   |
| Terapeuta                  | Joanna Gleason          | Kiss Anikó         |
| Brady Hobbes               | Joseph Pupo             | Koller Dániel      |
| Lily York Goldenblatt      | Alexandra & Parker Fong | Koller Virág       |
| Dante                      | Gilles Marini           | Szatmári Attila    |
| Lakásközvetítő             | Malcolm Gets            | Fesztbaum Béla     |
| Paulo                      | Rogelio T. Ramos        | Moser Károly       |
| Felix                      | Rene L. Moreno          | Szokol Péter       |
| Felső-East Side-i pincérnő | Dreama Walker           | Kokas Piroska      |
| Bitsy von Muffling         | Julie Halston           | ?                  |
| Vogue executive            | André Leon Talley       | ?                  |

## Forgatás
A filmet többnyire New Yorkban forgatták 2007 szeptembere és decembere között. Elsősorban Manhattanben, illetve a Steiner és Silvercup Studiókban. Egyes jeleneteket Los Angelesben, illetve Mexikóban vettek fel. A külső felvételeket folyamatosan félbeszakították a paparazzók és a rajongók, akik kordonok mögül figyelhették a forgatást.[forrás?]

## Bemutató
A film premierje Londonban volt, 2008. május 12-én. A New York-i bemutatót 2008. május 27-én tartották meg a Radio City Music Hallban. Az első nyilvános magyarországi vetítésre 2008. június 5-én került sor.[forrás?]

## Televíziós megjelenések
HBO, RTL Klub, RTL II, Cool, Film+, Viasat3

## Fordítás
- Ez a szócikk részben vagy egészben az Sex and the City (film) című angol Wikipédia-szócikk fordításán alapul.  Az eredeti cikk szerkesztőit annak laptörténete sorolja fel. Ez a jelzés csupán a megfogalmazás eredetét és a szerzői jogokat jelzi, nem szolgál a cikkben szereplő információk forrásmegjelöléseként.